# Meibomia cubensis
Meibomia cubensis là một loài thực vật có hoa trong họ Đậu. Loài này được (Griseb.) Schindl. mô tả khoa học đầu tiên năm 1924.